# Fumio Ito
Fumio Ito (Japans: 伊藤 史朗, Itō Fumio) (Ota, 10 oktober 1936 - Florida, 1991) was een Japans motor- en autocoureur.

## Biografie
Zijn vader was een beroemd componist, Noboru Ito.
In 1955, toen hij pas 16 jaar oud was, won Fumio Ito de Asama Volcano Race, een heuvelklimrace op de vulkaan Asama. Hij deed dat met een experimentele 250cc Lilac SYZ.
Voor het volgende jaar kreeg hij een contract als testrijder bij Yamaha, maar omdat de Asama heuvelklimrace werd uitgesteld racete hij in dat jaar met ook met auto's. Hij nam met een 175cc Yamaha YC-1 wel deel aan een heuvelklim op de berg Fuji. Hij viel uit door elektrische problemen.
In september verliet hij het team van Yamaha om als privérijder verder te gaan, maar in oktober 1957 ging hij terug naar Yamaha voor de Asama Heuvelklimrace, maar hij finishte weer niet. Hier racete hij samen met andere Japanse topcoureurs, zoals Sunako, Masuko en Shimoyoshi.
In 1958 stuurde Yamaha haar team voor het eerst overzee, nadat het vijf 250cc machines had omgebouwd tot "Catalina racer". De ombouw was waarschijnlijk nodig omdat er in Japan nog nauwelijks op verharde wegen geracet werd. Ito werd zesde in de Catalina Island Grand Prix. Ito reed in Japan met een BMW R 69 in de " All Japan Motorcycle Clubman Race" op het Asama circuit en ook hier werd hij zesde.
In 1959 won Ito met een BMW R 50 met steun van de Japanse importeur de Senior klasse van de Asama Heuvelklim.
In 1960 reed hij in de 500 cc klasse van het wereldkampioenschap wegrace met steun van de Japanse importeur van BMW en van zijn werkgever, de Balcom Trading Co. Hij werd zesde in de Grand Prix van Frankrijk en was met de vijftiende plaats in het WK de hoogst geklasseerde BMW-rijder. Hij had nu ook een echte race-BMW, een RS 54. In dat jaar won hij met de BMW ook nog een race in Japan en aan het einde van het jaar kreeg hij een nieuw contract bij Yamaha aangeboden.
In februari 1961 werd hij met een prototype van de Yamaha YD-1 achtste in Daytona. In 1961 startte ook Yamaha in het wereldkampioenschap en Fumio Ito werd ingezet in de 125cc klasse en de 250cc klasse. Met de 125 cc Yamaha RA 41 startte hij in Frankrijk, waar hij uitviel, in de Lightweight 125 cc TT, waar hij als snelste Yamaha-coureur elfde werd en hij werd tiende in Assen. In België viel hij uit.  Met de 250 cc Yamaha RD 48 werd hij achtste in Frankrijk, zesde in de Lightweight 250 cc TT, zesde in de TT van Assen en vijfde in de GP van België en vierde in de GP van Argentinië. Hij werd negende in het 250cc wereldkampioenschap.
In 1962 reed hij geen Grands Prix, omdat Yamaha zich teruggetrokken had om haar racemotoren verder te ontwikkelen. In november testte Fumio Ito de 250cc Yamaha RD 56 in een Japanse race waarin hij derde werd.
In 1963 won hij de 250cc klasse op Daytona International Speedway, een race die niet meetelde voor het wereldkampioenschap. In dat jaar nam hij ook een single voor het platenlabel Polydor op met op de A-kant het nummer "The girl in pigtails with a red ribbon" en op de B-kant "A foghorn is calling me". Hij won met de RD 56 de Grand Prix van Maleisië. De nieuwe Yamaha RD 56 debuteerde pas in de vierde WK-race, de Lightweight 250 cc TT. Daar werd Ito tweede achter Jim Redman (Honda). Ook in Assen werd hij tweede maar in België won hij zijn eerste Grand Prix, die tevens de eerste WK-overwinning voor Yamaha betekende. Hierna trok Yamaha haar team echter weer terug, waardoor de WK-strijd zich beperkte tot Redman en Tarquinio Provini (Moto Morini). Fumio Ito keerde pas tijdens de GP van Japan terug en daar werd hij opnieuw tweede achter Jim Redman. Ito eindigde in 1963 als derde in de stand van het 250cc wereldkampioenschap.
De verwachtingen voor 1964 waren hoog gespannen, maar Fumio Ito crashte en raakte gewond in de Grand Prix van Maleisië, die niet meetelde voor het wereldkampioenschap. Hij reed in dat jaar alleen in de Amerikaanse GP en in de Japanse GP, maar beide keren finishte hij niet. Tussendoor reisde hij wel nog af naar de Isle of Man TT, maar hij startte daar niet. Fumio Ito besloot hierna zijn motorrace-carrière te beëndigen.
Fumio Ito werd testrijder voor de Prince Motor Company. In februari 1965 werd hij gearresteerd wegens verboden wapenbezit. In juli 1967 trouwde hij. Hij bracht een bezoek aan de Verenigde Staten maar keerde nooit terug naar Japan. Hij werkte als taxichauffeur in Californië maar nam ook deel aan autoraces. Hij werkte in de toeristenindustrie op Hawaï en werkte voor een onderhoudsbedrijf in Florida. In de laatste jaren van zijn leven was hij eigenaar van een Japans restaurant in Orlando (Florida).
Hij overleed in 1991 in Florida.

## Resultaten in het wereldkampioenschap wegrace
| Jaar | Klasse | Merk   | 1     | 2     | 3      | 4      | 5      | 6     | 7     | 8     | 9     | 10    | 11    | Punten | Plaats | Overwinningen |
| ---- | ------ | ------ | ----- | ----- | ------ | ------ | ------ | ----- | ----- | ----- | ----- | ----- | ----- | ------ | ------ | ------------- |
| 1960 | 500cc  | BMW    | FRA 6 | IOM - | NED 10 | BEL 10 | DUI -  | ULS - | NAT - |       |       |       |       | 1      | 15e    | 0             |
| 1961 | 125cc  | Yamaha | SPA - | DUI - | FRA -  | IOM 11 | NED 10 | BEL - | DDR - | ULS - | NAT - | ZWE - | ARG - | 0      | -      | 0             |
| 1961 | 250cc  | Yamaha | SPA - | DUI - | FRA 8  | IOM 6  | NED 6  | BEL 5 | DDR - | ULS - | NAT - | ZWE - | ARG 4 | 7      | 9e     | 0             |
| 1963 | 250cc  | Yamaha | SPA - | DUI - | IOM 2  | NED 2  | BEL 1  | ULS - | DDR - | NAT - | ARG - | JPN 2 |       | 26     | 3e     | 1             |